# Metropolitanato de Eno

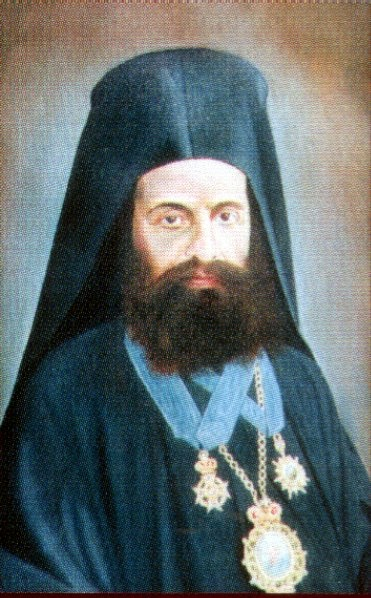
Metropolitano Joaquín II.

El metropolitanato de Eno (en griego: Ιερά Μητρόπολη Αίνου) es una diócesis de la Iglesia ortodoxa perteneciente al patriarcado de Constantinopla, que se halla vacante desde el vaciamiento de sus fieles en 1922. Su sede estuvo en Eno (la actual Enez) en Turquía. Su titular lleva el título metropolitano de Eno, el más honorable ('hypertimos') y exarca de todo Ródope (en griego: Ο Αίνου, υπέρτιμος και έξαρχος πάσης Ροδόπης). Es una antigua sede metropolitana de la provincia romana de Ródope en la diócesis civil de Tracia y en el patriarcado de Constantinopla.

## Territorio
El metropolitanato de Eno se encuentra en la provincia de Edirne. Limita al norte y al este con el metropolitanato de Heraclea; al sur con el mar Egeo; y al oeste con el metropolitanato de Alejandrópolis (de la Iglesia ortodoxa de Grecia).
Además de Enez, otra localidad del metropolitanato es İpsala.

## Historia
Inicialmente sufragánea del metropolitanato de Trajanopólis, Eno se convirtió en una arquidiócesis autocéfala en algún momento entre 527 y 565, como aparece en la Notitia Episcopatuum del pseudo-Epifanio (circa 640), donde figura en el lugar 30 entre las arquidiócesis autocéfalas del patriarcado de Constantinopla. Antes de 1032 Eno fue promovida a metropolitanato. En la Notitia de la época de Manuel I Comneno (circa 1170), Eno se menciona entre las sedes metropolitanas sin sufragáneas.
Entre los obispos de Eno del primer milenio, se conocen los siguientes: Olimpio, quien fue expulsado de su sede por los arrianos; Macario, quien participó en el Concilio de Calcedonia en 451; Pablo, que asistió al de Constantinopla en 553; Jorge, quien estaba entre los padres en el Concilio de Trullo de 692; Juan, que asistió al Concilio de Constantinopla en 879-880 que rehabilitó al patriarca Focio. El descubrimiento de los sellos episcopales transmitió los nombres de otros cuatro obispos, que vivieron entre los siglos VIII y XI.
En 1189 Eno fue saqueada por soldados de la tercera cruzada bajo el mando del duque Federico de Suabia, con los habitantes huyendo en barco. En 1204 Eno quedó bajo el Imperio latino de Constantinopla, estableciéndose un obispado católico sufragáneo de Trajanópolis. Fue recuperada luego por los bizantinos del Imperio de Nicea. Circa 1384 Eno pasó a ser una posesión de la República de Génova y en 1456 fue ocupada por el Imperio otomano. Eno fue brevemente capturada por los venecianos en 1469. 
En octubre de 1885 la ciudad de Dedeağaç (hoy Alejandrópolis en Grecia) fue transferida del metropolitanato de Maronia al de Eno, pasando poco después a ser la sede del metropolitano.
Bulgaria ocupó el área del metropolitanato en 1912, con Dedeağaç ocupada desde el 8 de noviembre de 1912 al 11 de julio de 1913, cuando pasó al ejército griego, que el 28 de julio de 1913 la devolvió a Bulgaria. Durante la Primera Guerra Mundial las fuerzas aliadas ocuparon Dedeağaç el 18 de octubre de 1919, hasta que el 14 de mayo de 1920 pasó de nuevo a Grecia, que la anexó el 28 de julio y renombró la ciudad como Alejandrópolis.
La metrópolis de Eno todavía existía a principios del siglo XX, pero tras la derrota griega en Asia Menor, en octubre de 1922 la población ortodoxa que vivía en el metropolitanato al este del río Maritsa debió ser evacuada al oeste de ese río, ya que el 12 de noviembre de 1922 el área fue entregada a Turquía. El sector del metropolitanato de Eno que permaneció dentro de Grecia, incluyendo Alejandrópolis, se volvió en nuevo metropolitanato de Alejandrópolis el 17 de noviembre de 1922. Tras los acuerdos del Tratado de Lausana de 1923, que obligó al intercambio de poblaciones entre Grecia y Turquía, ninguna población ortodoxa permaneció dentro de los límites del metropolitanato de Eno, que dejó de hecho de existir.

## Cronología de los obispos
- Olimpio † (antes de 325-después de 365)
- Macario † (mencionado en 451)
- Pablo † (mencionado en 553)
- Jorge † (mencionado en 692)
- Juan I † (siglo VIII-siglo IX)[3]
- Adriano † (siglo VIII-siglo IX)[4]
- Juan II † (mencionado en 879)
- Juan III † (siglo X-siglo XI)[5]
- Miguel † (siglo X-siglo XI)[6]

(...)
- Timoteo † (enero de 1760-julio de 1772 falleció)
- Dionisio † (julio de 1772-1807 falleció)
- Mateo II † (febrero de 1807-junio de 1821) (trasladado al metropolitanato de Tesalónica)
- Gregorio † (junio de 1821-mayo de 1831 suspendido)
- Cirilo † (mayo de 1831-marzo de 1847) (trasladado al metropolitanato de Amasya)
- Sofronio † (7 de marzo de 1847-24 de agosto de 1850) (trasladado al Creta)
- Ignacio † (25 de agosto de 1850-8 de febrero de 1851) (trasladado al metropolitanato de Kasandria)
- Sofronio † (febrero de 1851-1855 falleció) (por segunda vez)
- Gabriel † (11 de julio de 1855-17 de julio de 1867 falleció)
- Melecio II † (24 de agosto de 1867-3 de abril de 1872	renunció)
- Melecio III † (3 de abril de 1872-12 de marzo de 1873) (trasladado como presidente de Kitros)
- Doroteo II † (12 de marzo de 1873-2 de septiembre de 1877 falleció)
- Antimo † (11 de octubre de 1877-15 de octubre de 1888) (trasladado al metropolitanato de Anchialos)
- Lucas † (15 de octubre de 1888-22 de mayo de 1899) (trasladado al metropolitanato de Dryinoupolis)
- Germán I † (22 de mayo de 1899-8 de agosto de 1903) (trasladado al metropolitanato de Leros)
- Leoncio † (8 de agosto de 1903-27 de enero de 1907 suspendido)
- Joaquín II † (27 de enero de 1907-20 de diciembre de 1923) (trasladado al metropolitanato de Calcedonia)
  - Sede vacante (1923-1936)
- Germán II † (3 de septiembre de 1936-22 de enero de 1962 falleció)	
  - Sede vacante (1962-1975)
- Apóstol † (13 de febrero de 1975-28 de noviembre de 1977 falleció)
  - Sede vacante (1977-1997)
- Máximo † (24 de noviembre de 1997-20 de diciembre de 2002) (trasladado a Pittsburgh)
  - Sede vacante (desde 2002)